# DTU Elektro
DTU Elektro, Institut for Elektroteknologi (kort form: DTU Elektro, engelsk: DTU Electrical Engineering, Department of Electrical Engineering) er et institut ved Danmarks Tekniske Universitet (DTU). DTU Elektro uddanner ingeniører inden for elektroteknologi samt medicin og teknologi. Uddannelserne tilbydes på diplom-, bachelor-, master- og ph.d.-niveau. DTU Elektro forsker inden for medikoteknik, antenne- og mikrobølge-teknik, robotteknik, effekt- og fysisk elektronik, elteknologi, akustisk miljø, audiologi og elektroakustik. Instituttet består af ni faggrupper, fem centre og et ledelsessekretariat.

## Uddannelse
DTU Elektro er involveret bacheloruddannelserne Elektroteknologi samt Medicin og teknologi
Instituttet er involveret i følgende kandidatuddannelser:
- Elektroteknologi
- Medicin og Teknologi
- Lyd og akustisk teknologi
- Vindenergi

Endvidere har DTU Elektro hovedansvaret for Diplom-Elektro-uddannelsen.

## Forskning
DTU Elektro samarbejder med både danske og udenlandske universiteter og virksomheder og har væsentlige forskningsaktiviteter inden for:
- akustisk teknologi
- automation
- elektriske energisystemer
- elektromagnetiske systemer
- elektronik
- eltekniske komponenter
- høreforskning
- medikoteknik